# Krzysztof Silicki
Krzysztof Kazimierz Silicki (ur. 4 marca 1956 w Warszawie) – polski inżynier, ekspert cyberbezpieczeństwa, w latach 2017–2018 podsekretarz stanu w Ministerstwie Cyfryzacji.

## Życiorys
Ukończył studia na Politechnice Warszawskiej. W latach 1982–1992 pracował w Instytucie Technologii Elektronowej, a następnie, w latach 1993–2017 w NASK, początkowo jako szef operatorów węzła stołecznego sieci ogólnopolskiej, kierownik projektów i kierownik zespołu CERT, który zorganizował w 1996 roku. Był to pierwszy w Polsce zespół reagujący na zagrożenia w Internecie. Zespół ten w roku 2000 przyjął nazwę CERT Polska. W ramach pracy w NASK Krzysztof Silicki był w 1997 roku twórcą pierwszej i przez wiele lat największej w Polsce konferencji „Secure” poświęconej bezpieczeństwu sieci komputerowych. W latach 2000–2012 pełnił funkcję dyrektora technicznego i przez większość tego czasu również zastępcy dyrektora NASK. W latach 2000–2008 był także członkiem Rady Naukowej w tej instytucji. Pełnił w NASK także funkcję pełnomocnika ds. CERT Polska. W latach 2016–2017 współtworzył NC Cyber – narodowe centrum cyberbezpieczeństwa powstałe w NASK.
Od 2004 roku reprezentuje Polskę w Radzie Zarządzającej Europejskiej Agencji Bezpieczeństwa Sieci i Informacji (ENISA) (obecnie Agencja Unii Europejskiej ds. Cyberbezpieczeństwa) oraz w jej Radzie Wykonawczej (od 2013 roku). W 2016 roku został mianowany wiceprzewodniczącym Rady Zarządzającej ENISA. Współtworzył strategię i plan działania ENISA w dziedzinie bezpieczeństwa sieci i informacji.
5 września 2017 roku został powołany na stanowisko podsekretarza stanu w Ministerstwie Cyfryzacji. W czasie pracy w ministerstwie zajmował się m.in. dostosowaniem polskiego prawodawstwa do tzw. Dyrektywy NIS, w szczególności przygotowaniem ustawy o krajowym systemie cyberbezpieczeństwa. Został odwołany ze stanowiska 12 marca 2018 roku.
W 1992 roku stworzył i przez kolejne 3 lata był redaktorem naczelnym pierwszego w kraju fachowego periodyku na temat sieci komputerowych „NETforum” wydawnictwa Lupus.
W 2009 roku był nominowany do prestiżowej nagrody Info Star, a w roku 2011 został laureatem tej nagrody w kategorii rozwiązania informatyczne. W 2023 roku został odznaczony Krzyżem Oficerskim Orderu Odrodzenia Polski „za wybitne zasługi w działalności na rzecz rozwoju i poprawy bezpieczeństwa sieci teleinformatycznych w Polsce, za wkład w rozwój międzynarodowej współpracy w dziedzinie cyberbezpieczeństwa”. Również w 2023 roku został laureatem 22. edycji Nagrody im. Marka Cara.

## Życie prywatne
Krzysztof Silicki jest synem Bogdana i Barbary. Ożenił się z Małgorzatą Górską, z którą ma dwoje dzieci, Artura i Martynę.